# Rio Cricovul Dulce
O Rio Cricovul Dulce é um rio da Romênia, afluente do Ialomiţa, localizado nos distritos de Dâmboviţa e Prahova.